# Enicospilus selmatos
Enicospilus selmatos är en stekelart som beskrevs av Chiu 1954. Enicospilus selmatos ingår i släktet Enicospilus och familjen brokparasitsteklar. Inga underarter finns listade i Catalogue of Life.